# Bedford (New Hampshire)
Pour les articles homonymes, voir Bedford.
Bedford est une ville américaine du comté de Hillsborough, dans le New Hampshire. Elle fait partie de l'agglomération de Manchester.